# Филодендрон
Филодендрон (лат. Philodendron) представља велики род монокотиледоних скривеносеменица из породице козлаци (Araceae). Род обухвата − према подацима из 2015. године − 489 врста, и други је по бројности род у припадајућој му породици.
Таксономски гледано род Филодендрона је још увек недовољно испитан, са много неоткривених врста. Име рода потиче од грчких речи фило и  дендрон (грч. φιλέω + δένδρον // „наклоност, љубав + дрво”) и у свакодневном говору готово све врсте се називају својим уопштеним именом − филодендрони. Због свог атрактивног изгледа многе врсте се данас узгајају као украсне биљке.

## Опис рода
Филодендрон је род биљака који у природи расте у влажним тропским кишним шумама. Расту од обала мора и језера па до надморских висина од око 2.000 m. Пореклом су из тропских делова Централне Америке, а данас су раширени у свим тропским подручјима, у Аустралији, на пацифичким острвима и у Азији.
Све врсте из рода филодендрона су вечнозелене монокотиледоне скривеносеменице, али у поређењу са осталим родовима из породице козлаца филодендрони се доста разликују. Филодендрони могу бити епифите, хемиепифите и копнене биљке, а у зависности од природног окружења често представљају комбинације сва три животна облика. Хемиепифитни филодендрони се деле на примарне и секундарне. Примарне хемиепифите свој живот започињу у крошњама другог дрвећа где семе клија и почиње да се развија. Након тога биљка наставља свој живот као типична епифита и када достигне одређену зрелост почиње да развија ваздушно корење које се пружа према тлу. Када корени досегну површину тла биљка се укорени и будући живот наставља као копнена форма. То значи да је животна стратегија код филодендрона да у младости биљка има довољно светлости за несметану фотосинтезу, а потом као одрасла јединка везом са тлом обезбеђује директан доток храњивих материја преко корена. Неке искључиво епифитне врсте живе у симбиозама са мравима, а да би привукли мраве корење лучи нецветни нектар којим се мрави хране. Мрави формирају своја гнезда око корења биљке и на тај начин биљци обезбеђују хранљиве материје и заштиту од грабљиваца.
Секундарни епифитни филодендрони свој живот започињу или на тлу или на деловима друге биљке близу тла, и код ових форми корење је у вези са подлогом од најранијих стадија развоја. С временом биљка почиње да се пење уз одговарајућу подлогу и могу да се развију у потпуне епифитне форме без везе са тлом. Уколико семе не клија у подножју неког већег стабла, биљка пуже по земљи и то увек у смеру где је засенченост већа. И када пронађе одговарајуће стабло наставља да се пење у висину. Та особина биљака назива се скототропизам. Након што биљка пронађе одговарајуће стабло она престаје да буде скототропна и постаје фототропна (расте у смеру извора светлости).

### Листови
Листови код филодендрона су јако крупни, наизменично распоређени, и у већој или мањој мери изрезани. Листови избијају директно из стабла, а занимљиво је да се на истом стаблу налази и по неколико варијација у облику листова. Млади и стари листови се јако разликују, а што је биљка старија листови су крупнији. Разлике у изгледу листова код једне врсте у зависности од зрелости биљке у прошлости су често доводиле до забуна код дефинисања врсте. Тако код секундарних хемиепифита које живот почињу у доњим спратовима шуме, листови су мањи јер је количина светлости мања, док одрасле биљке које су досегле највише спратове шуме имају обиље светлости и неограничене могућности за процес фотосинтезе, те су самим тим и листови крупнији. Величина листова директно зависи од животне форме филодендрона.
Димензије листова варирају од неких 137 cm код врсте Philodendron gigas (ширина до 90 cm) до свега 11 cm дужине код врсте Philodendron brewsterense. Лице листа је увек тамније зелено у односу на наличје, а код неких врста млади листови су оивичени прстеновима са пурпурним нијансама.
Око сваког младог листа налазе се заштитне катафиле, израслине које у ствари представљају закржљале листове. катафиле су обично зелене боје и доста круте. Код неких врста могу бити и сукулентни (меснати). Када се лист формира катафиле обично остају распоређене уз основу лисне дршке, а с временом се обично осуше и отпадну, док се код неких врста задрже на стаблу као сува влакна.

### Коренов систем
Код филодендрона постоје два типа коренова, ваздушни и подземни. Ваздушни коренови се развијају из надземних делова стабла, углавном из чворова и чланака на стаблу. Поред што служе са прикупљање воде и храњивих материја, ваздушни коренови омогућавају биљци стабилност тако што чврсто приањају за биљке уз које филодендрони расту. Корење које служи за учвршћивање је доста краће и бројније, док су коренови који служе примарно за храњење биљке доста дужи и дебљи.

### Цветови и плодови
Цвет филодендрона састављен је од клипасте цвасти на чијој задебљалој осовини се налазе седећи цветићи (цветови који немају дршке), међусобно веома збијени, те од листоликог омотача цвасти у виду полуотворене спате. Спата има функцију крунице и привлачи опрашиваче ка цветовима у цвасти. У свакој цвасти се налазе плодни мушки, плодни женски и стерилни мушки цветови. Плодни мушки и женски цветови у цвасти су међусобно раздвојени стерилном зоном коју чине стерилни мушки цветови, што онемогућује самооплодњу. Женски цветови се увек налазе у доњем делу цветног клипа, док су мушки на врху. Опрашивање се врши помоћу инсеката.
Плод је бобица чија величина и боја зависе од врсте до врсте (најчешће су беле боје). Плодови се појављују код већине врста неколико месеци након опрашивања. Бобице су јестиве и сочне и имају укус који је сличан укусу банане. Животиње и птице које се хране бобицама даље преносе семе ових биљака и на тај начин поспешују њихову даљу репродукцију.

## Таксономија
Први који је покушао да сакупи разне врсте филодендрона из дивљине био је немачки природњак Георг Марграф 1644. године, док је први деломично успешан метод научне систематизације овог рода нешто касније извео француски ботаничар Шарл Плумије. Плумије је успео да сакупи примерке шест врста са Мартиника, Хиспањоле и Сент Томас. У то време све врсте новооткривених филодендрона сврстане су у род назван Arum, баш као и већина биљака припадника породице Araceae. Род филодендрона креирао је 1829. године аустријски ботаничар Хајнрих Шот, а његов метод класификације врста из овог рода базирао се превасходно на разликама у изгледу цветова. У наредним годинама Шот је у неколико наврата допуњавао своје истраживање, и да би коначни списак са 135 описаних врста објавио 1860. године.
Род филодендрона данас је подељен у три подрода: Meconostigma, Pteromischum и Philodendron.
Неке од најпознатијих врста из рода рододендрона су: